# Tommaso Antici

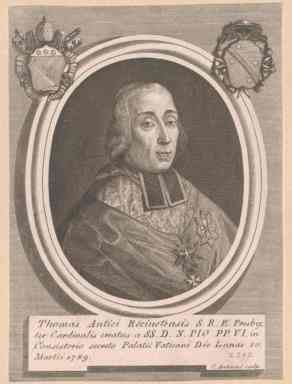
Tommaso Kardinal Antici

Tommaso Antici (* 10. Mai 1731 in Recanati, Kirchenstaat; † 4. Januar 1812 ebenda) war ein Kardinal der römisch-katholischen Kirche.
Antici war zunächst päpstlicher Diplomat. Papst Pius VI. kreierte ihn im Konsistorium vom 30. März 1789 zum Kardinal und ernannte ihn zum Kardinalpriester mit der Titelkirche Santa Maria in Trastevere. Von 1795 bis 1798 amtierte er als Präfekt der Konzilskongregation.
Am 7. März 1798 trat er von seinem Kardinalat zurück, da er, wenn man der offiziellen Version glaubt, chronisch krank war und sich einen Ruhestand gönnen wollte. Der Papst akzeptierte sein Ersuchen im September des gleichen Jahres. Antici nahm daher nicht mehr am Konklave von 1799/1800 teil, das Kardinal Chiaramonti als Papst Pius VII. erwählte.
Abseits der offiziellen Version von Anticis Rücktritt gibt es Mutmaßungen, dass der wahre Grund für seine Bitte um Permission Schwierigkeiten im Verhältnis zur römischen Republik waren. Antici nämlich bat später um Wiedereinsetzung ins Kardinalsamt, versuchte jedoch vergebens als Teilnehmer zum Konklave von 1799/1800 in Venedig zugelassen zu werden. In einem Brief an das Kardinalskollegium schreibt Antici, dass er von den Revolutionären zur Aufgabe seines Amtes gezwungen worden wäre. Die Kardinäle jedoch bestätigten lediglich die Entscheidung des mittlerweile verstorbenen Papstes. Am 3. September 1800 wandte sich Antici an den neuen Papst Pius VII., seine Kardinalswürde zurückzuerlangen, was jedoch erneut abschlägig beschieden wurde.
Antici zog sich nach Recanati zurück, wo er sich bis zu seinem Tode vor allem um die Armen kümmerte.